# 张仲伯
张仲伯（1929年—2019年），男，江西余干人。中国共产党党员。中南财经政法大学法学教授。中国国际法学会理事、中国国际私法研究会副会长。

## 生平
1929年11月出生于江西余干。1955年毕业于中国人民大学法律学系，后赴中南政法学院任教。历任国际法教研室主任、国际法专业硕士研究生导师。兼任中国国际私法学会常务理事、副会长，中国国际法学会理事，《中国国际私法与比较法年刊》编委会编委，《中华人民共和国国际私法示范法》起草小组成员等职务。
2019年5月29日6时30分在湖北省武昌逝世，享年90岁。遗体告别仪式于2019年6月1日上午7时在武昌殡仪馆天元厅举行。

## 著作
- 张仲伯. . 高等政法院校法学规划教材. 中国政法大学出版社. 2012年7月. ISBN 9787562043362.